# Пфраймд
Пфраймд (на немски: Pfreimd) е град в окръг Швандорф в Горен Пфалц, Бавария, Германия, с 5448 жители (2016). Намира при сливането на река Пфраймд в Нааб.
За пръв път Пфраймд е споменат в документ през 1118 г. На 3 януари 1372 г. има привилегийните права на град.
- Пфраймд 
 пазарът с градската църква (2010)